# Paulhe
Paulhe är en kommun i departementet Aveyron i regionen Occitanien i södra Frankrike. Kommunen ligger  i kantonen Millau-Est som ligger i arrondissementet Millau. År 2022 hade Paulhe 365 invånare.

## Befolkningsutveckling
Antalet invånare i kommunen Paulhe
Referens: INSEE